# Orectolobiformes
Los Orectolobiformes son un orden de elasmobranquios del superorden selacimorfos que incluye siete  familias y 33 especies de tiburones de aguas cálidas, que tienen el hocico corto y la boca pequeña, la cual, en la mayoría de las especies, está conectada con las narinas mediante surcos. Tienen aleta anal, y dos aletas dorsales sin espinas. Tienen unas barbillas características en el borde interno de las narinas.

## Taxonomía
Los orectolobiformes incluyen siete familias:
- Parascyllidae - pez gato
- Hemiscylliidae - pintarroja
- Brachaeluridae - tiburón ciego
- Orectolobidae - tiburón alfombra
- Ginglymostomatidae - tiburón nodriza
- Stegostomatidae - tiburón cebra
- Rhincodontidae - tiburón ballena